# Пресноводные рыбы
Пресноводные рыбы — рыбы, которые всю жизнь или значительную её часть проводят в пресноводных водоёмах, таких как реки, озёра или водохранилища, с минерализацией менее 0,05 %. Рыбы, постоянно живущие в реках и озерах, называются также жилыми. Условия пребывания в этих средах отличаются от морских условий во многих отношениях, наиболее очевидным из них является разница в уровнях солёности. Чтобы выжить в пресной воде, рыбе нужно иметь определенный спектр физиологических адаптаций.
41,24 % всех известных видов рыб встречаются в пресной воде. Это в первую очередь связано с быстрым видообразованием, которому способствует изолированность мест обитания. Для таких местообитаний, как пруды и озёра, можно использовать те же модели видообразования, что и при изучении островной биогеографии.

## Физиология
Солёность воды, в которой могут жить рыбы, составляет почти от 0‰  до 70‰  (частей на 1000) и более. Одни рыбы (эвригалинные) выдерживают сильные колебания солёности, другие (стеногалинные) переносят только слабые. К первым относятся, например, многие виды бычков, живущих и в воде, почти лишенной соли, и в воде с содержанием её до 60 частей на 1000, а также каспийская морская игла (живёт в воде с солёностью от 0,27‰  до 38‰  и более). Другие, например многие рыб коралловых рифов, выдерживают колебания солёности всего в несколько долей ‰.  Из пресноводных рыб к стеногалинным относятся  лопатоносы, которые погибают в воде, содержащей всего 0,2-0,3‰ соли.
Значение солёности для рыб выражается главным образом в том, что она влияет на осмотическое давление. Именно разница в осмотическом давлении воды разной солёности составляет основную причину, препятствующую переходу рыб из моря в пресную воду и обратно. Только сравнительно немногие, преимущественно проходные, рыбы обладают способностью в известные периоды жизни приспосабливаться к различной солёности воды.
Пресноводные рыбы отличаются физиологически от солоноводных рыб в нескольких отношениях. Их жабры должны быть способны к диффузии растворённых газов при сохранении солей в жидкостях тела. Их чешуя должна снижать диффузию воды через кожу: пресноводные рыбы, которые потеряли слишком много чешуи умирают. Они также должны иметь хорошо развитые почки, выделяющие большие количества сильно разбавленной мочи.

## Миграции рыб
Многие виды рыб размножаются в пресной воде, но большую часть своей взрослой жизни проводят в море. Они называются анадромными видами и включают многие виды лососей и колюшку. Некоторые другие виды рыб, наоборот, размножаются в солёной воде, но живут в основном или часть своей взрослой жизни в пресной воде (например,  угри). Это катадромные виды.